# Hans Marijnissen (journalist)
Hans Marijnissen (Nijmegen, 1961) is een Nederlands journalist, chef nieuwsdienst, (eind)redacteur en verslaggever.

## Carrière
Marijnissen werkte in 1987 en 1988 als freelancer voor de jongerenpagina van de krant Trouw, schreef reisverhalen voor ANWB's magazine Op Pad, was redacteur van Inzicht, het blad van de Vereniging Openbaar Onderwijs en schreef voor de Anne Frank Stichting. In 1988 kwam hij als justitieredacteur in dienst van Trouw en volgde strafprocessen, zoals tegen drugssmokkelaar Johan V. (alias De Hakkelaar) en moordenaar Volkert van der G. Marijnissen reisde als verslaggever naar brandhaarden als Rwanda, Zaïre, Bosnië en Albanië (op de grens met Kosovo).
In 2005 werd hij chef nieuwsdienst bij Trouw en gaf hij leiding aan twintig verslaggevers. Tot 2016 was hij als redacteur en interim-chef aan de redactie Duurzaamheid & Natuur van Trouw verbonden. In die periode deed hij onderzoek naar de lobby tegen invoering van statiegeld in Nederland. Uit documenten bleek dat de Wageningen Universiteit (WUR) door de industrie gefinancierd ‘gestuurd onderzoek’ had uitgevoerd waarvan de uitkomst (‘systeem is te duur’) bij voorbaat vaststond. Met dit onderzoek werd de politieke besluitvorming beïnvloed. De WUR spande een kort geding aan tegen de krant en Marijnissen, maar de universiteit werd door de rechtbank in Amsterdam in het ongelijk gesteld.
In 2016 stapte Marijnissen over naar de verslaggeverij waarin hij ontwikkelingen in het Nederlandse lokale bestuur beschreef en zich toelegde op lang lopende journalistieke projecten. Na de affaire rond Perdiep Ramesar (die schreef op basis van niet traceerbare bronnen) verbleef hij drie maanden in de Haagse Schilderswijk om voor een speciale bijlage het échte verhaal van deze buurt op te tekenen.
Met collega Joop Bouma produceerde hij De Staat van de Boer, een project dat de opstand van de agrarische sector al voorspelde. Ook ontwikkelde hij ‘De Yeps van Tegenwoordig’, een journalistiek project over Young Elderly Persons, actieve ouderen die een eigen rol opeisen.
In 2017 schreef Marijnissen na een vondst in het Amsterdams Stadsarchief dat de gemeente in de jaren vijftig homo’s bewust weerde als ambtenaar. Na die publicatie gaven twee ministeries opdracht aan het Verwey-Jonker Instituut onderzoek te doen naar de archieven van zes gemeenten, drie ministeries, vier centrale personeelsdiensten en de binnenlandse veiligheidsdienst over de periode 1945 tot 1971. De conclusie in 2021 was dat homoseksuelen in het verleden minder kans hadden op een baan bij de overheid dan heteroseksuelen. De overheid schoot in het verleden ernstig tekort in de behandeling van homo's en lesbiennes, aldus toenmalig minister Kajsa Ollongren van Binnenlandse Zaken.

## Erkenning / prijzen
In 1996 kreeg Marijnissen, samen met Haro Hielkema en fotograaf Werry Crone, een eervolle vermelding bij de uitreiking van de Heemschut persprijs voor hun serie ‘De Berm’.
In 2018 kreeg Marijnissen samen met collega Joop Bouma ‘De Zilveren Greep’ (de prijs voor landbouwjournalistiek) voor het project De Staat van de Boer.

## Nevenfuncties
Tussen 2008 en 2012 was Marijnissen plaatsvervangend voorzitter en lid van Commissie van Toezicht van de Forensische Observatie en Behandel Afdeling (Foba) in PI Over-Amstel (de Bijlmerbajes), in de torens De Singel en Het Veer.
Tussen 2012 en 2019 was hij verbonden aan het project Cosa van Reclassering Nederland waarin veroordeelde pedoseksuelen worden begeleid bij hun terugkeer naar de samenleving.
In 2007 was hij docent Achtergrondjournalistiek, de postdoctorale studie aan de Universiteit van Amsterdam.